# Danguira
Danguiraest un village de Côte d'Ivoire, situé dans le district des Lagunes et la région de La Mé, au sud-est du pays, à une trentaine de kilomètres de Petit Alépé. Danguira est une sous-préfecture du département d’Alépé. L'ethnie principale est l'Attié. L'Akyé ou Attié est une des langues Kwa parlées en Côte d'Ivoire. 

## Communications
La principale route qui dessert Danguira va du sud au nord. Au sud, elle se détache près de Memni de la route d'Abidjan à Alépé et Aboisso.

## Climat
Le climat de Danguira est un climat tropical .

## Histoire
Les Attiés vivent dans le bassin de la Mé et dans le confluent du Comoé et de l'Agbo (Agnéby) et divisent leur pays en onze zones. Ce sont : Ketin, Nkadje, Attobrou, Thoyasso, Brignan, Anapé, Bodin, Lepin, Son, Tchin et Nedin. Le village Akyé de Danguira a été fondé par des migrants d'origine Denkyira. 
Les Akyés se reconnaissent à travers des matriclans disséminés sur l'ensemble de leur aire auquel l'on attribue des qualités. Les hommes du clan Ke ont la force. Le clan be, eux ils sont lents et patients.

## Géographie
Danguira est situé à 47 km d'Abidjan, capitale économique de la Côte d'Ivoire. La distance entre la capitale administrative de la Côte d'Ivoire, Yamoussoukro, est de 210 km. 
Kodiossou est un village voisin de Danguira, il est à 12 km. La ville la plus proche de Danguira est à 24 km de Memni .

## Démographie
La population de Danguira est estimée à 38 417 habitants en 2014.